# Pléyades (astronomía)
Las Pléyades o Las siete hermanas (Messier 45 o M45) es un asterismo de un cúmulo estelar abierto que contiene estrellas calientes de tipo espectral B, de corta edad, ubicadas en la constelación de Tauro. Está entre los cúmulos estelares más cercanos a la Tierra, y es el cúmulo más visible a simple vista en el cielo nocturno. 
El cúmulo está dominado por estrellas calientes extremadamente azules y luminosas que se han formado en los últimos 120 millones de años. El polvo que forma una débil nebulosidad de reflexión alrededor de las estrellas más brillantes se pensó en un principio que provenía de una disgregación de la propia formación del cúmulo (de ahí el nombre alternativo para nebulosa Maia en vez de estrella Maia), pero ahora se sabe que es una nube de polvo no relacionada en el medio interestelar, a través de la cual las estrellas están pasando actualmente. Y lo anterior se basa en los diferentes valores obtenidos de la velocidad radial de las Pléyades, y de la velocidad radial de la nebulosa que pareciera envolverlas. Simulaciones por ordenador han mostrado que las Pléyades se formaron probablemente a partir de una configuración compacta que se asemeja a la nebulosa de Orión. Los astrónomos estiman que el grupo va a sobrevivir aproximadamente durante otros 250 millones de años, tiempo después del cual se dispersará debido a las interacciones gravitacionales en su entorno de tipo galáctico.
Las Pléyades albergan un prominente lugar en la mitología antigua, así como una diversidad de significados en diferentes culturas y tradiciones.
Su nombre viene del griego (Πλειας Pleias, ‘muchas’; Πλειάδες Pleiades, ‘hijas de Pléyone’; o Πελειαδες Peleiades, ‘palomas’), quienes son siete ninfas hermanas en la mitología griega, hijas de Atlas y Pléyone.
El 4 de marzo de 1769, Charles Messier las incluyó como el n.º 45 en su primera lista de nebulosas y cúmulos de estrellas, que fue publicada en 1771.

## Distancia
La distancia al cúmulo ha sido estimada por muchos métodos, pues es un paso importante en la calibración de las distancias en el universo. El conocimiento exacto de la distancia a las Pléyades permite a los astrónomos trazar un diagrama de Hertzsprung-Russell, para estimar la distancia a otros cúmulos. Otros métodos pueden entonces extender la escala de distancia de cúmulos abiertos a galaxias y posteriormente a cúmulos de galaxias, permitiendo construir una escala cósmica de distancias.
Los resultados anteriores al lanzamiento del satélite Hipparcos encontraron que las Pléyades estaban aproximadamente a unos 135 pársec (440 años luz) de la Tierra. Hipparcos causó revuelo entre los astrónomos al encontrar una distancia de solamente 118 pársec (384,7 años luz) midiendo la paralaje de algunas estrellas del cúmulo, una técnica que debe indicar los resultados más directos y exactos. Trabajos más recientes han encontrado que la distancia calculada por Hipparcos era errónea, si bien se desconoce la causa de este error. La distancia específica de las Pléyades todavía se desconoce, pero actualmente se piensa que la verdadera distancia es de alrededor de 136,2±1,2 pársec o 444 años luz.
Se trata del cuarto cúmulo abierto más cercano a la tierra.

## Composición

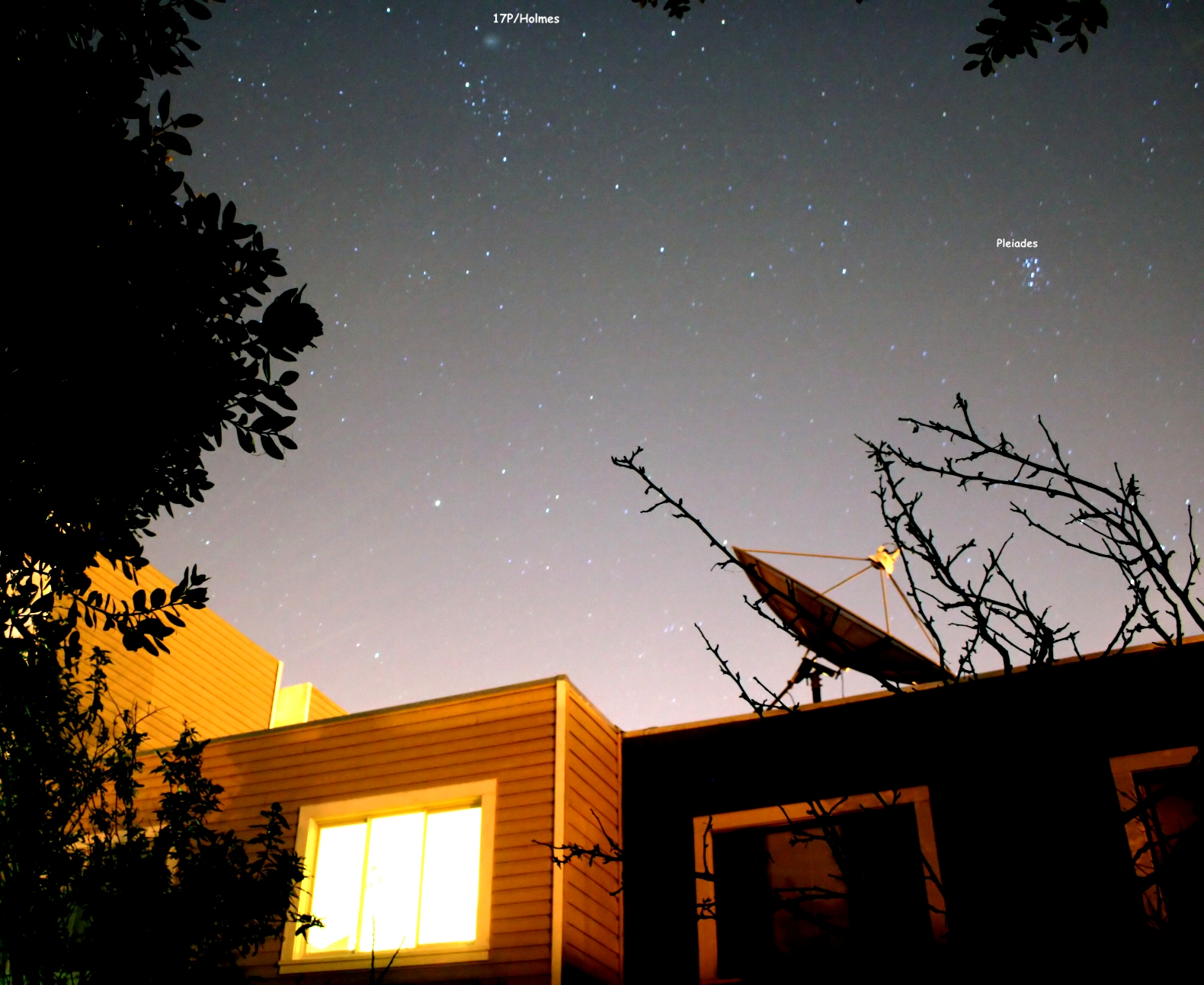
Las Pléyades a la derecha a simple vista

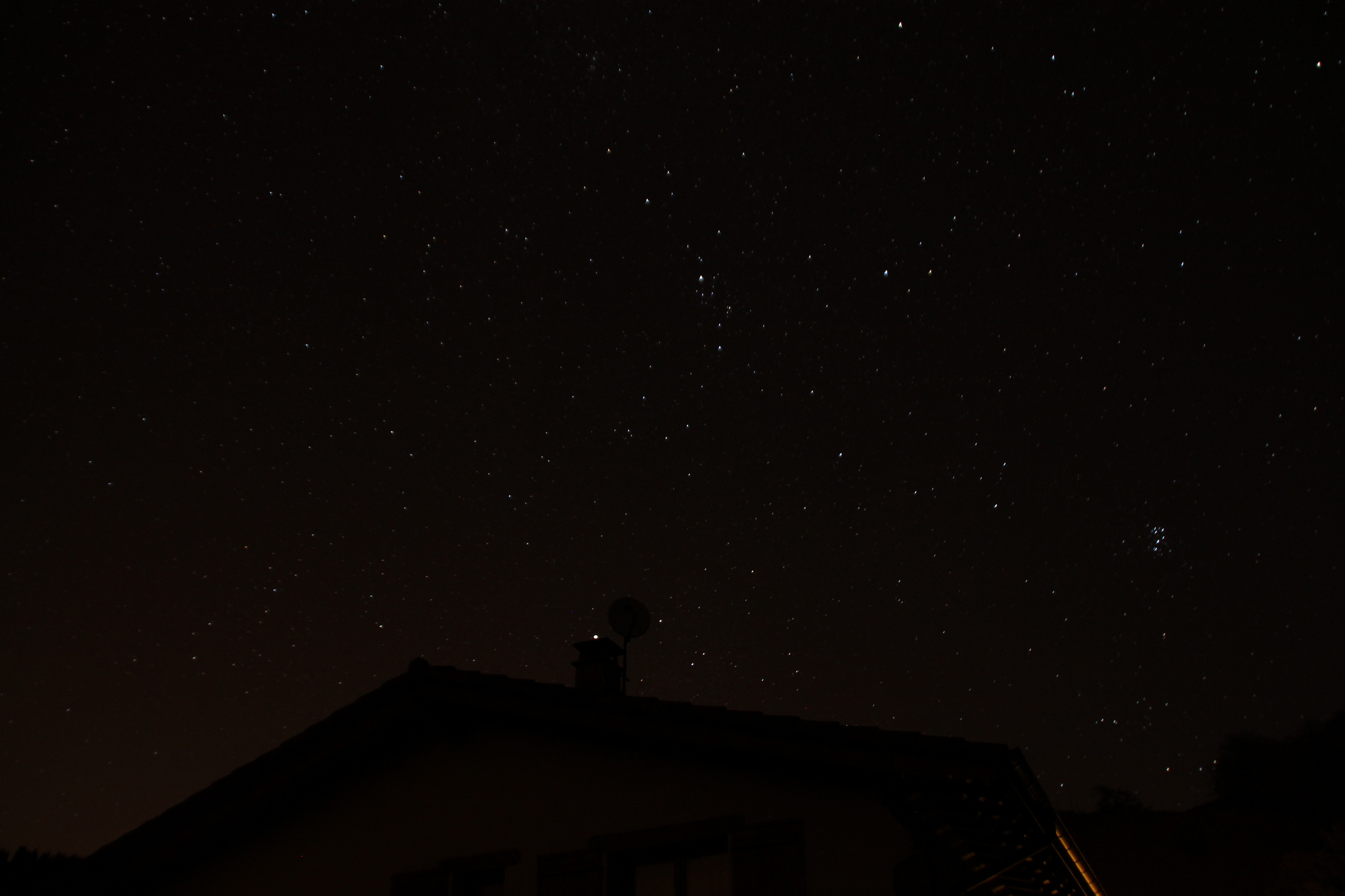
Las Pléyades a la derecha a simple vista

El cúmulo tiene unos doce años luz de diámetro y contiene un total aproximado de entre 500 y 1000 estrellas. Está dominado por estrellas azules jóvenes, de las cuales ocho pueden ser observadas a simple vista dependiendo de las condiciones atmosféricas (cielos muy limpios y ausencia de Luna): Taygeta (4,29), Pleione (5,05), Merope (4,14), Maia (3,87), Electra (3,72), Celaeno (5,45), Atlas (3,62) y Alcyone (2,85). Los números entre paréntesis indican su magnitud de brillo aparente.
El orden de sus estrellas más brillantes es parecido al de la Osa Mayor y la Osa Menor, con una masa total estimada en unas 800 masas solares.
El cúmulo está compuesto en una buena parte por enanas marrones —objetos con menos del 8 % de la masa solar—, los cuales son demasiado livianos para ser estrellas. Puede que estos objetos constituyan aproximadamente el 25 % de la población total del cúmulo, a pesar de que solo contribuyan al 2 % su masa total. También presentes en el cúmulo, están las enanas blancas, las cuales contradicen la edad estimada del cúmulo. Debido a la corta edad del cúmulo, no se espera que las estrellas normales puedan haber evolucionado para convertirse en enanas blancas. Se cree que, en vez de ser estrellas individuales de poca o mediana masa, los progenitores de estas estrellas eran masivas y orbitaban en sistemas binarios. Durante su rápida evolución, la transferencia de masa de la estrella más masiva a su acompañante, pudo haber acelerado su evolución hacia una enana blanca.

## Futuro
Se ha calculado que como cúmulo estelar las Pléyades tienen un futuro de solamente otros 250 millones de años (Kenneth Glyn Jones); para entonces, habrán sido separadas como estrellas individuales (o múltiples) a lo largo de su trayectoria.
Bajo condiciones ideales de observación, se pueden apreciar algunas huellas de nebulosidad, y esto se demuestra en fotografías de larga exposición. Es una nebulosa de reflexión, causada por polvo que refleja la luz azul de las estrellas calientes y jóvenes.
Se piensa a menudo que este polvo fue lo que sobró de la formación del cúmulo, pero con una edad cercana a los 120 millones de años —que es generalmente la más aceptada para este cúmulo—, casi todo el polvo originalmente presente habría sido dispersado por la presión de la radiación. Al parecer, el cúmulo está pasando por una región particularmente polvorienta del medio interestelar.
Los estudios demuestran que el polvo responsable de la nebulosidad no está distribuido uniformemente, sino que se concentra principalmente en dos capas a lo largo de la parte visible del cúmulo. Estas capas se pudieron haber formado por la desaceleración debida a la presión de la radiación a medida que el polvo se ha ido moviendo hacia las estrellas. Las principales estrellas son, ordenadas por magnitud:
Alcyone, Atlas, Electra, Maia, Merope, Taygeta, Pleione, Celaeno, 21 Tauri (5,75) y 22 Tauri (6,40).

## Menciones literarias

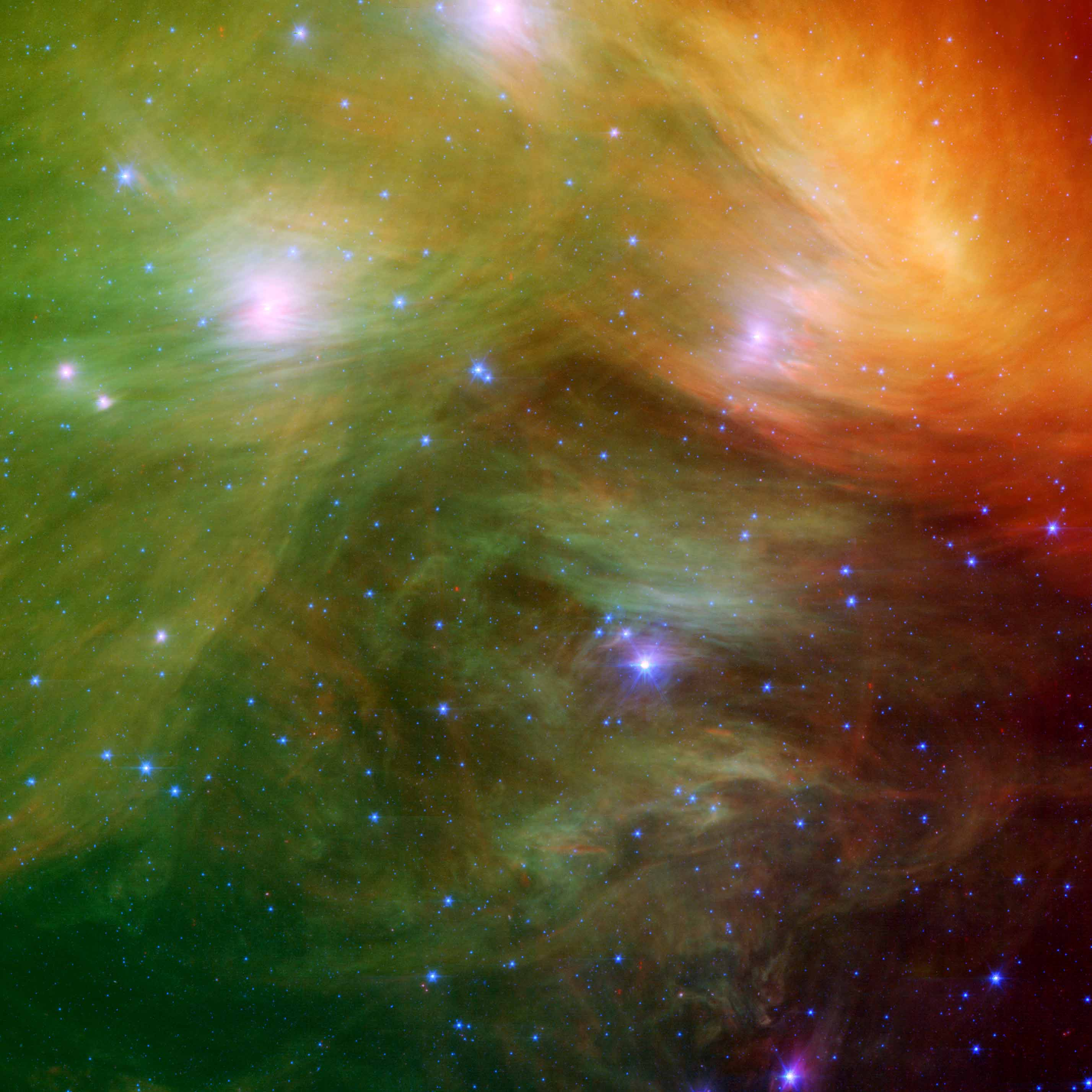
Imagen de las Pléyades y la nebulosa NGC 1435

Las Pléyades son mencionadas en varias escrituras antiguas.

### LaIlíada
En el canto XVIII de la Ilíada (483-489), Homero describe cómo Hefesto el dios del fuego y la metalurgia, fabrica un escudo para la batalla del héroe Aquiles en la guerra de Troya. Sobre este escudo «grabó muchas figuras artísticas [...] las estrellas que el cielo coronan, las Pléyades, las Híades, el robusto Orión, y la Osa».

### En Hesíodo
En la obra Trabajos y días, de Hesíodo, en el proemio al calendario del labrador se menciona (385):

Al surgir las Pléyades descendientes de Atlas,

empieza la siega; y la labranza cuando se ocultan.

Desde ese momento están escondidas cuarenta noches y cuarenta días
y de nuevo al completarse el año empiezan a aparecer cuando se afila la hoz.

### La Biblia
Aparecen tres veces en la Biblia (Job 9:9; Job 38:31; y Amós 5:8).
En algunas versiones de la Biblia (Septuaginta), las Pléyades son llamadas Kima; sin embargo la Vulgata incorrectamente identifica ese nombre con la estrella Arturo.

### En el Majabhárata
En el Majabhárata (texto epicorreligioso del siglo III a. C.) se las menciona como las seis krittikas, que son las ninfas que criaron al dios Kartikeia.

### El Popol Vuh
También son mencionadas en el Popol Vuh (el libro sagrado de los mayas) bajo el nombre de Motz, que significa «montón» y que se originaron cuando Zipacná el Soberbio mató a 400 guerreros, cuyas almas fueron tomadas por Gucumatz, el gran corazón del cielo, y puestas como estrellas en el cielo, creando así las Pléyades.

### Don Quijote
En obras más recientes aunque no menos importantes, como Don Quijote de la Mancha, también se hace mención a «las siete cabrillas», concretamente habla de ellas Sancho en el capítulo XLI de la segunda parte, cuando habla del viaje aéreo que hicieron Don Quijote y él sobre Clavileño:

Y sucedió que íbamos por parte donde están las siete cabrillas, y en Dios y en mi ánima que como yo en mi niñez fui en mi tierra cabrerizo, que así como las vi, me dio una gana de entretenerme con ellas un rato, que si no la cumpliera me parece que reventara.

## Mitología

### Los griegos
En la mitología griega, las Pléyades (en griego Πλειας Pleias, ‘muchas’; Πλειάδες Pleiades, ‘hijas de Pléyone’; o Πελειαδες Peleiades, ‘palomas’) eran las siete hijas del titán Atlas y la ninfa marina Pléyone, nacidas en el monte Cilene. Son las madres de diversos dioses, semidioses y reyes.

### Los mayas
Los mayas basaron su calendario civil Haab en el ciclo anual de las Pléyades, y creían que era el lugar de origen de su cultura. Son llamadas Tzab-ek o cola de serpiente de cascabel, y también las conocen como las siete hermanas.

### Los aztecas
Los aztecas conocían a las Pléyades como Tianquiztli «el mercado», esto por la muchedumbre que se formaba antes en los mercados y su semejanza con las estrellas de esta constelación.

### Los rarámuri
Los rarámuri las llaman las «welia» que literalmente se traduciría como las muchas. «Welia be aniriame so'pod, a mu machi? chi'rimeachi ma'china» (Las estrellas llamadas Las Muchas ¿las conoces? salen cuando va a amanecer)

### Los incas
De acuerdo con Aveni, la salida heliaca de las Pléyades da inicio al año inca, lo que ocurre de trece a quince días antes del solsticio de invierno. Vieron una relación entre el tiempo en que las Pléyades son visibles y el ciclo agrícola anual. De esta manera, uno de los nombres con que designaban al cúmulo era Qollqa, que significa «depósito de alimentos» en quechua. Las Pléyades están ausentes del cielo nocturno entre el 3 de mayo y 9 de junio, durante un período de 37 días, que coincide con el que media entre la cosecha y la próxima época de siembra en el altiplano.
Aunque en realidad el año nuevo andino inca inicia en el mes de agosto la cual se sigue celebrando hasta la fecha. A diferencia del año nuevo Aimara que sí es celebrado a mediados de junio. 

### Pueblo mapuche

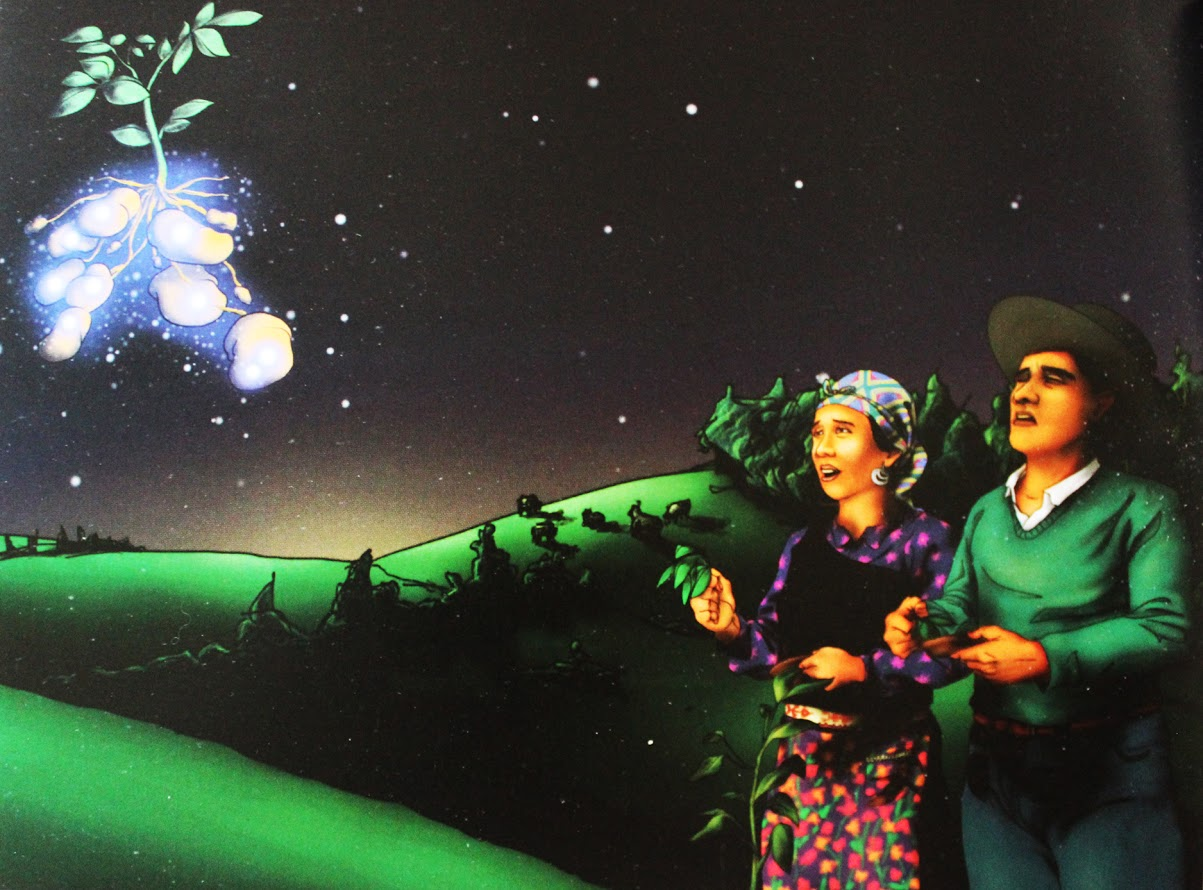
Ilustración mapuche de las Pléyades del pintor Ramón Daza Pilquinao, que aparece en el libro Wenumapu, de los autores Gabriel Pozo Menares y Margarita Canio Llanquinao.

Posiblemente, el cúmulo de estrellas abierto de las Pléyades sea el único cuerpo celeste del catálogo de Charles Messier que fue muy bien conocido por el pueblo mapuche. Ellos llamaron a las Pléyades Gul Poñu («montón de papas»), y dependiendo del aspecto que presentaban durante la madrugada de la noche del año nuevo mapuche o We Tripantu, se convertían en un certero indicador meteorológico. Si las Pléyades se veían brillantes y nítidas, el invierno austral que comenzaba no sería tan lluvioso, pero si se percibían plomizas y difusas, aquello anunciaba la llegada de un invierno meridional con mucha lluvia en la costa y nieve en la cordillera chilena.
Espiritualmente, para el mapuche la energía que proviene de las Pléyades le otorga fuerza interior a la mujer.[cita requerida]

### Los rapanui
Los rapanui ―pobladores de la isla de Pascua― denominaban «Matariki» a las Pléyades, la que les permitía determinar el inicio del año nuevo y dar comienzo a fiestas y ceremonias, y posiblemente fue clave en la colonización polinésica de la isla al usarse como guía de navegación.

### Japón
En Japón, la constelación se menciona bajo el nombre de Mutsuraboshi ("seis estrellas") en el Kojiki del siglo VIII. A diferencia de la mitología griega o maya, Japón tomó únicamente 6 de las 7 estrellas que conocemos como Pléyades ya que a simple vista es difícil ver la estrella de Merope. La constelación ahora se conoce en Japón como Subaru («unir»). Fue elegida como la marca de los automóviles Subaru para reflejar los orígenes de la empresa como la unión de cinco compañías, y se representa en el logotipo de seis estrellas de la empresa; en el logo de los vehículos Subaru falta la séptima estrella, porque está representada por el auto que porta el logo. El telescopio Subaru, ubicado en el Observatorio Mauna Kea en Hawái, también lleva el nombre japonés de las Pléyades.

### Paraguay
En Paraguay el cúmulo es también conocido como «las siete cabrillas», muy difundido en el folclore de ese país gracias al poema en guaraní de Francisco Martín Barrios, que luego sirvió como letra del tema al que puso música Mauricio Cardozo Ocampo.
Además en su mitología las siete cabrillas representan el fin de la maldición que tenían Tau y Keraná, dice la leyenda que al nacer Luisón (séptimo mito del Paraguay), en los cielos oscuros brillaron estas estrellas alertando a los guaraníes que la maldición de Tau y Keraná había finalizado.